# 김준규
김준규(金畯圭, 1955년 10월 28일~)는 대한민국의 법조인으로, 제37대 검찰총장(2009~2011)을 지냈다. 서울특별시 출생이며, 종교는 개신교이다.

## 학력사항
- 경기고등학교
- 1979년 서울대학교 법학과 졸업

## 경력사항
- 2022년 3월~ 삼성카드 사외이사 겸 감사위원
- 변호사김준규법률사무소 변호사
- 2016년~2020년 법무법인 화우 파트너변호사
- 2015년 3월~2021년 3월 현대글로비스 사외이사
- 2014년~2016년 법무법인 화우 대표변호사
- 2013년~ 베니스 위원회(Venice Commission) 위원
- 2013년~2015년 농협금융지주 사외이사
- 2012년~2014년 김앤어소시에이션스 법률사무소 대표변호사
- 2011년~ 국제검사협회(IAP) 명예회원
- 2009년 8월~2011년 7월 대검찰청 검찰총장
- 2009년 5월~2009년 7월 대전고등검찰청 검사장
- 2008년 3월~2009년 1월 부산고등검찰청 검사장
- 2007년 3월~2008년 3월 대전지방검찰청 검사장
- 1993년 3월~1993년 9월 청주지방검찰청 제천지청 지청장
- 1981년 제11기 사법연수원 수료
- 1979년 제21회 사법시험 합격

| 전임 임채진 | 제37대 검찰총장 2009년 7월 28일~2011년 7월 4일 | 후임 한상대 |